# 5G
5G este numele generației a cincea de tehnologie pentru rețelele celulare fără fir, aceasta fiind succesoarea tehnologiei 4G.
UIT IMT-2020 prevede viteze de până la 20 gigabiți pe secundă, dar aceasta a fost demonstrată doar pentru unde milimetrice cu o frecvență de 15 gigahertzi sau mai mare. Cel mai recent standard 3GPP include orice rețea care utilizează software-ul NR New Radio (NR). 5G New Radio poate include frecvențe mai mici, de la 600 MHz la 6 GHz. Cu toate acestea, vitezele în aceste frecvențe joase sunt cu mult mai mici decât sistemele noi 4G, estimate la 15% până la 50% mai rapid. 

## Viteză
Viteza 5G NR în benzile sub 6 GHz poate fi modest mai mare decât 4G cu o cantitate similară de spectru și antene. Adăugarea AAL (Acces Asistat de Licență) la o configurație 4G poate adăuga la viteză sute de megabiți pe secundă.
Până când nu există o testare substanțială pe teren, vitezele de 5G pot fi doar estimate. Qualcomm, cel mai mare producător de cipuri, a prezentat la Mobile World Congress un model care a fost citat de multe ori. Simularea prezice viteze medii de 490 Mbit / s pentru o configurație obișnuită de 3,5 GHz 5G Massive MIMO.
Unele rețele 3GPP 5G vor fi mai lente decât unele rețele avansate de 4G.

## Standarde
Inițial, termenul a fost definit de standardul ITU IMT-2020, care impunea o capacitate maximă teoretică de descărcare de 20 gigabiți. Mai recent, grupul de standarde industriale 3GPP a inclus orice sistem care utilizează software NR (New Radio). Standardele 3GPP nu necesită un anumit nivel de performanță.
UIT a împărțit serviciile de rețea de 5G în trei categorii: bandă largă mobilă îmbunătățită (eMBB) sau telefoane mobile; Comunicații ultra-fiabile cu o lățime redusă (URLLC), care includ aplicații industriale și vehicule autonome; și comunicări tip masic de mașină (MMTC) sau senzori. Inițiativele inițiale de 5G se vor concentra pe eMBB  și pe cele fixe wireless , care utilizează multe dintre aceleași capacități ca și eMBB. 5G va utiliza spectrul în gama de frecvențe LTE existente (600 MHz până la 6 GHz) și, de asemenea, în benzile milimetrice (24-86 GHz). Tehnologiile 5G trebuie să satisfacă cerințele ITU IMT-2020 și / sau versiunea 3GPP 15; în timp ce IMT-2020 specifică rate de date de 20 Gbit / s, viteza de 5G în benzile sub-6 GHz este similară cu cea a 4G.

### 5G NR
5G NR (New Radio) este o nouă interfață aeriană dezvoltată pentru rețeaua 5G. Se presupune că acesta este standardul global pentru interfața aeriană a rețelelor 3GPP 5G.

### 5.5G
Standardul 5.5G cunoscut și ca 5G-Advanced sau 5GA a fost lansat de China Mobile și promite să fie cu 300% mai rapid decât 5G-ul standard, atingând viteze de până la 10 Gbps pentru download și 1 Gbps pentru upload. 

#### Implementări pre-standard
- 5GTF: Rețeaua 5G implementată de operatorul american Verizon pentru acces wireless fix la sfârșitul anilor 2010 utilizează o specificație pre-standard cunoscută sub numele de 5GTF (Forumul tehnic Verizon 5G). Serviciul 5G oferit clienților în acest standard este incompatibil cu 5G NR.[16]
- 5G-SIG: specificație pre-standard pentru 5G dezvoltată de KT Corporation. Desfășurat la Jocurile Olimpice de iarnă Pyeongchang 2018.

### Internetul obiectelor
În Internetul obiectelor (IoT), 3GPP va prezenta evoluția NB-IoT și eMTC (LTE-M) ca tehnologii 5G pentru cazul de utilizare LPWA (Low Power Wide Area).

## Capacități
5G, în conformitate cu specificațiile IMT-2020, sunt așteptate să furnizeze capabilități îmbunătățite la nivel de dispozitiv și de rețea, în strânsă legătură cu aplicațiile intenționate. Următorii opt parametri sunt capabilități cheie pentru IMT-2020 5G:
| Capacitate                               | Descriere                                                                         | 5G țintă       | Scenariul de utilizare |
| ---------------------------------------- | --------------------------------------------------------------------------------- | -------------- | ---------------------- |
| Viteza datelor de vârf                   | Rata maximă de date realizabilă                                                   | 20 Gbit/s      | eMBB                   |
| Rata de date experimentată de utilizator | Rata de date realizabilă în zona de acoperire                                     | 1 Gbit/s       | eMBB                   |
| Latență                                  | Contribuția rețelei radio la timpul de călătorie al pachetelor                    | 1 ms           | URLLC                  |
| Mobilitate                               | Viteza maximă pentru transferul și cerințele QoS                                  | 500 km/h       | eMBB/URLLC             |
| Densitatea conexiunii                    | Numărul total de dispozitive pe unitate de suprafață                              | 106/km2        | MMTC                   |
| Eficiența energetică                     | Datele trimise/primite pe unitatea de consum de energie (pe dispozitiv sau rețea) | Egal la 4G     | eMBB                   |
| Eficiența spectrului                     | Cantitatea de intrare per unitate de bandă wireless și pe celula de rețea         | 3-4x 4G        | eMBB                   |
| Capacitatea de trafic pe zonă            | Trafic total în zona de acoperire                                                 | 10 (Mbit/s)/m2 | eMBB                   |

Rețineți că 5G, așa cum este definit de 3GPP, include spectrul sub 6 GHz, cu o performanță mai apropiată de 4G. Definiția 3GPP este frecvent utilizată.

## Tehnologia 5G
Una dintre tehnologiile-cheie pentru implementarea rețelelor celulare 5G este utilizarea unor rețele de antene digitale cu mai multe elemente ca parte a stațiilor de bază , cu numărul de elemente de antenă 128, 256 și mai mult . Sistemele corespunzătoare au fost numite Massive MIMO .
Împreună cu multiplexarea spațială în 5G, variațiile tehnologiei N-OFDM pot fi utilizate pentru a crește eficiența spectrală.

### Beamforming
Beamforming (filtrarea cu fascicul sau filtrarea spațială), este tehnologia utilizată pentru a direcționa undele radio către o țintă. Acest lucru este obținut prin rețele de antene cu comandă de fază (phased array antennas), astfel încât semnalele în unghiuri particulare să experimenteze interferențe constructive, în timp ce altele experimentează interferențe distructive. Acest lucru îmbunătățește calitatea semnalului și vitezele de transfer de date.
Tehnologia 5G este un pas important pentru IoT deoarece are ca principale avantaje viteza mult mai mare față de rețelele mobile 4G, latența de doar 1 ms și lățimea de bandă crescută. De asemenea, interferențele sunt mult mai puține deoarece spectrul de frecvență folosit pentru rețelele 5G este unul neaglomerat de alte dispozitive.

## Spectre deFrecvență
Tehnologia 5G folosește două spectre principale de frecvență definite în lucrările tehnice FR1 și FR2, FR venind de la termenul englezesc Frequency Range. FR1 cuprinde benzi de frecvență între 450 MHz si 6000 MHz (spectru numit sub 6 GHz) iar FR2 cuprinde benzi de frecvență între 24250 MHz și 52600 MHz .
Folosirea unor frecvențe atât de mari a creat în lumea stiințifică o serie de controverse privind siguranța, fiind numerosi contestatari ai acesei tehnologii .

## Lansarea 5G în România
Serviciile 5G exista deja pe piața din România. Operatori de telefonie din România au oferte comerciale ce permit transferul de date prin 5G. În ordinea anunțării serviciilor 5G, aceștia sunt Vodafone, Digi, Orange, Telekom. Vodafone este prima rețea 5G din România, începând cu 15 Mai 2019 conform comunicatului de presă emis de catre aceștia, oferind prin rețeaua proprie, Supernet™ 5G, servicii comerciale în țară .